# Професионалистите
„Професионалистите“ (на английски: The Professionals) е американски игрален филм – уестърн, излязъл по екраните през 1966 година, режисиран от Ричард Брукс с участието на Лий Марвин, Бърт Ланкастър и Клаудия Кардинале в главните роли. Сценарият е написан също от Брукс и е базиран на „Муле за Маркизата“ на Франк О'Рурк.

## Сюжет
Четирима професионалисти биват наети от тексаски милионер да спасят жена му, която е отвлечена от мексикански бунтовници. Всеки от наемниците владее определени умения. Събрани заедно те представляват изключителна сила. Врагът в лицето на шефа на бунтовниците Исус Раза е не по-малко опасен. Четиримата трябва да проникнат дълбоко в територията на Мексико и да атакуват лагера на бунтовниците.

## В ролите
| Актьор            | Роля                |
| ----------------- | ------------------- |
| Бърт Ланкастър    | Бил Долуърт         |
| Лий Марвин        | Хенри (Рико) Фардан |
| Клаудия Кардинале | Г-жа Мария Грант    |
| Робърт Райън      | Ханс Еренгард       |
| Уди Строуд        | Джейк Шарп          |
| Джак Паланс       | Исус Раза           |
| Ралф Белами       | Джо Грант           |
| Джо Де Сантис     | Ортега              |
| Рафаел Бертран    | Фиеро               |
| Мари Гомес        | Чикита              |